# 天链一号04星
天鏈一號04星是中國的第一代数据中继卫星系统天链一号的第四名成员。北京時間2016年11月22日23時24分，西昌衛星發射中心用「長征三號丙」運載火箭將「天鏈一號04星」順利發射升空，並成功送入太空預定軌道。該次衛星發射，是中國「長征」系列運載火箭第241次航天飛行。于2008年、2011年、2012年相继成功发射天链一号01、02、03星，建立起中继卫星系统，实现了对中低轨道卫星全球覆盖的数据中继工作目标。中继卫星被誉为“卫星的卫星”。目前世界已有8套中继卫星系统，相比于国外的中继卫星系统，中国的中继卫星已经实现了三星在轨组网，成为美國之後，世界第二个拥有对中低轨道航天器全球覆盖中继卫星系统的国家。

## 意义
“由于01星是在2008年发射，设计寿命为6年，目前已在轨超期服役2年多，因此04星的研制主要替代01星，确保中继卫星系统由第一代向第二代平稳过渡。”天链一号04星总设计师王典军说。

## 功能
天链一号中继卫星系统除了为中国中、低轨道资源卫星提供数据中继服务，为航天器发射提供测控支持之外，更重要的是为中国神舟飞船、天宫目标飞行器和载人航天提供数据中继和测控服务。

## 研发单位
“天链一号04星”由中国航天科技集团公司所属中国空间技术研究院为主研制。